# Tongen (hoorspel)
Tongen is een hoorspel van Toos Staalman. De NCRV zond het uit op zondag 4 maart 1973. De regisseur was Wim Paauw. De uitzending duurde 39 minuten.

## Rolbezetting
- Eva Janssen (moeder)
- Frans Somers (Jurriën)
- Hellen Huisman (Yvonne)
- Hans Veerman (Harold)
- Huib Orizand (buurman)
- Nel Snel (buurvrouw)
- Willy Brill (mevrouw Steenstra)

## Inhoud
Het is moeilijk een ander mens helemaal te doorgronden. Zelfs als je jarenlang met iemand samenwoont, samenleeft, blijven er blinde vlekken, dingen die je niet kent. “Je denkt dat je elkaar kent,” zegt de vrouw in dit spel, die weduwe is geworden. “Je weet van de ander precies hoe hij eet, hoe hij slaapt, hoe hij zich aankleedt of uitkleedt.” Maar dan, als hij dood is, blijkt het anders te zijn. Ze vindt een brief in het bureau van haar man. “Te openen na mijn dood” staat erop. Als ze hem opent, leest ze erin dat alle boeken van haar man zijn nagelaten aan een haar onbekende mevrouw Steenstra. En of ze maar contact wil opnemen met die mevrouw Steenstra. Ze praat erover met haar zoon. “Die boeken waren alles voor je vader. Hij geeft dus alles weg aan een vreemde.” Achterdocht zet zich in haar vast. “Ben ik er dan niet alleen geweest voor hem? Was er een ander?” Haar zoon raadt haar aan contact op te nemen met mevrouw Steenstra. “Dan ben je meteen van je onzekerheid af.” Uiteindelijk komt het erop neer dat hij op onderzoek uitgaat wie toch die mevrouw Steenstra is om wie zijn vader kennelijk veel heeft gegeven…